# Municipio de Santa María Tepantlali
El municipio de Santa María Tepantlali es uno de los 570 municipios en los que se divide el estado de Oaxaca, México.
«Tepantlali» significa «en la cima del cerro» o «sobre el templo» en náhuatl. En mixe significa «kumukp» lo cual quiere decir «unión de varias cabezas».
Se localiza en la región de la sierra Norte y pertenece al Distrito Mixe, tiene una superficie aproximada de 84.755 km². Colindancias: al este San Juan Juquila Mixes; al noreste el municipio de Asunción Cacalotepec; al noroeste el municipio de Tamazulápam del Espíritu Santo; al sur San Pedro Quiatoni, y al suroeste Santo Domingo Tepuxtepec. 
Orografía: cerro del Trueno, cerro Campana, cerro de los Lagos, cerro Patio del Pescado, cerro Piedra del Pueblo, cerro del Templo, cerro del Ídolo, cerro del Viento,encino colorado y Orilla del mar.
Educación
La cabecera municipal cuenta con las siguientes escuelas:
- Centro de Castellanización “Mixes en Pie a la Patria”
- Escuela Primaria “Mariano Matamoros”
- Albergue Escolar
- Escuela Telesecundaria
- Un bachillerato general

En Cerro Costoche se cuenta con las siguientes escuelas:
- Centro de Castellanización “Sed de Saber”
- Escuela Primaria Bilingüe “Una Luz en la Montaña”

El Mosquito Blanco cuenta con las siguientes escuelas:
- Centro de Castellanización “Saber Campirano”
- Escuela Primaria Bilingüe “Francisco I. Madero”

Salud
El Municipio cuenta con una Clínica del I.M.S.S. No 5, Casas de Salud en Cerro Costoche, el Mosquito Blanco, Orilla del Mar y Cerro Campana.
Festividades
En cuanto a sus usos y costumbres, festejan dos fiestas patronales, la primera se realiza del 13 al 17 de agosto en honor a La Asunción de la Santisíma Virgen patrona del pueblo, la segunda es del 6 al 10 de septiembre en honor a la Natividad de la Virgen María. También festejan la Semana Santa, el día del músico, día de muertos y Navidad. Una de las costumbres marcadas de este pueblo son los sacrificios, que consisten en ofrecer la sangre de aves domésticas como pollos o guajolotes mediante un ritual sagrado en lugares ya establecidos por nuestros antepasados; todo esto para remediar los males que se presentan en las familias: como enfermedades, problemas de tipo social, envidias, malas relaciones o problemas de tipo económico.
Musica
Según la historial oral este pueblo cuenta con su banda musical desde 1900, sin embargo, esta importante cultura se valora, se fortalece y se proyecta de manera significativa a partir de 1958, gracias a la iniciativa y entusiasmo del señor Bernardo Reyes Pérez, quien, a lo largo de 40 años aproximadamente, forma 5 generaciones de músicos sobresaliendo el alumno Alfredo Reyes Juárez quien, actualmente, es el director de esta Organización Musical.
Tepantlali se ha caracterizado por mantener y conservar su identidad cultural que es la música de banda tradicional de aliento, ya que esta se constituye en una parte fundamental en el alma de un pueblo mixe, al grado de afirmar que "Un Pueblo sin banda, es como un pueblo sin alma", pues siempre se cuenta con la presencia de la banda ya sea en fiestas de comunidad o particulares. Es muy importante mencionar que, tanto en Tepantlali como en muchos otros pueblos mixes, mixtecos, zapotecos y chinantecos, todos estos servicios son gratuiros ya que constituyen un Tequio y por ello los músicos adquieren reconocimiento, prestigio y agradecimiento de la comunidad.
Otros datos
Al año 2000 de acuerdo al censo realizado por el INEGI la población de 5 años o más que es católica asciende a 2085 habitantes, mientras que los no católicos en el mismo rango de edad suman 266 personas. El censo en 2010 arrojó como resultado 3505 habitantes.
Cuenta con un mercado, dos Tiendas Rurales y Misceláneas en donde se abastece la población de los artículos de primera necesidad y en el mes de marzo del 2012 empezaron a hacer plaza todos los sábados.  cuenta con caminos de terracería Ayutla- Tepantlali, Tepantlali - El Mosquito, Tepantlali - Cerro Costoche, el Mosquito -Cerro Campana y El Mosquito Orilla del Mar. 
La mayoría de los pobladores se dedica a la agricultura, la ganadería es muy escasa, la vegetación y la flora es muy variada.